# Peng-pu
Peng-pu (čínsky pchin-jinem Bèngbù, znaky 蚌埠) je městská prefektura v Čínské lidové republice. Leží na severu provincie An-chuej a na ploše necelých šesti tisíc kilometrů čtverečních zde žije přes tři a čtvrt milionu obyvatel.
Peng-pu leží na řece Chuaj-che, která ho dělí na větší jižní a menší severní část.
Je zde železniční stanice na vysokorychlostní trati Peking – Šanghaj.

## Administrativní členění
Městská prefektura Peng-pu se člení na sedm celků okresní úrovně, a sice čtyři městské obvody a tři okresy.
| Peng-šan Lung-c’-chu Jü-chuej Chuaj-šang okres · Chuaj-jüan okres · Wu-che okres · Ku-čen |          |                       |                    |                                  |
| Název                                                                                     | Název    | Počet obyvatel (2020) | Rozloha km² (2020) | Hustota zalidnění (obyv. na km²) |
| český přepis                                                                              | znaky    | Počet obyvatel (2020) | Rozloha km² (2020) | Hustota zalidnění (obyv. na km²) |
| Městské obvody                                                                            |          |                       |                    |                                  |
| Peng-šan                                                                                  | 蚌山区   | 447 682               | 114                | 3 916                            |
| Lung-c’-chu                                                                               | 龙子湖区 | 216 875               | 124                | 1 744                            |
| Jü-chuej                                                                                  | 禹会区   | 387 664               | 321                | 1 206                            |
| Chuaj-šang                                                                                | 淮上区   | 283 872               | 409                | 695                              |
| Okresy                                                                                    |          |                       |                    |                                  |
| Chuaj-jüan                                                                                | 怀远县   | 935 335               | 2 211              | 423                              |
| Wu-che                                                                                    | 五河县   | 523 531               | 1 422              | 368                              |
| Ku-čen                                                                                    | 固镇县   | 501 449               | 1 365              | 367                              |
|                                                                                           |          |                       |                    |                                  |
| Celkem                                                                                    | Celkem   | 3 396 408             | 5 967              | 552                              |

## Partnerská města
- Bergamo, Itálie
- Seccu, Japonsko
- Tameside, Spojené království